# Listrostachys pertusa
Listrostachys pertusa – gatunek roślin z monotypowego rodzaju Listrostachys z rodziny storczykowatych (Orchidaceae). Występuje w zachodniej i środkowej Afryce w: Kamerunie, Kongo, Gwinei Równikowej, Gabonie, Ghanie, na wyspach Zatoki Gwinejskiej, Wybrzeżu Kości Słoniowej, w Liberii, Nigerii, Sierra Leone, Demokratycznej Republice Konga.

## Morfologia
KwiatyKwiaty białe, czasem z drobnymi czerwonymi plamkami u nasady listków okwiatu, z czerwoną ostrogą.

## Systematyka
Gatunek klasyfikowany do podplemienia Angraecinae w plemieniu Vandeae, podrodzina epidendronowe (Epidendroideae), rodzina storczykowate (Orchidaceae), rząd szparagowce (Asparagales) w obrębie roślin jednoliściennych.